# Comité olympique de Finlande
Le Comité olympique de Finlande (finnois : Suomen Olympiakomitea) est une association à but non lucratif représentant les athlètes finlandais auprès du Comité international olympique (CIO). Le comité, dont le siège est situé à Helsinki, a été créé en 1907 pendant la période où la Finlande était un Grand-duché russe.
Son siège est au Radiokatu 20 à Helsinki.

## Présidents
- Reinhold Felix von Willebrand 1907-1919
- Ernst Edvard Krogius 1919-1929
- Kustaa Emil Levälahti 1929-1937
- Urho Kekkonen 1937-1946
- Uuno Wilhelm Lehtinen 1946-1951
- Väinö Adolf Mathias Karikoski 1951-1956
- Yrjö Armas Valkama 1956-1961
- Johan Wilhelm Rangell 1961-1963
- Akseli Kaskela 1963-1969
- Juhani Ahti Uunila 1969-1984
- Carl-Olaf Homén 1984-1988
- Tapani Ilkka 1988-2004
- Roger Talermo 2004-

## Identité visuelle

Logo des années 2000 à 2017.
Logo depuis 2017.